# アッラーフは偉大なり
「アッラーフは偉大なり」（アッラーフはいだいなり、アラビア語: الله أكبر, Allāhu akbar, アッラーフ・アクバル）はかつて大リビア・アラブ社会主義人民ジャマーヒリーヤ国の国歌として使われていた楽曲である。
「アッラーフは最も偉大であり侵略者の陰謀など超越されるお方」（الله أكبر فوق كيد المعتدي, Allāhu akbar fawqa kaydi al-muʿtadī, アッラーフ・アクバル・ファウカ・カイディ・アル＝ムウタディー）という題名でも知られる。

## 概要

### エジプトでの制作
元はエジプト軍の軍歌で、スエズ危機が起こった年に作られた。
歌詞は幼少期にクルアーン（コーラン）を暗記し後にアズハルで学んだエジプト人詩人アブドゥッラー・シャムスッディーン（عبد الله شمس الدين, 文語アラビア語発音に依拠した転写：ʿAbdullāh Shams al-Dīn、口語発音：アブダッラー・シャムセッディーン、英字表記：Abdalla Shams El-Dinなど、1921-1977年）によって文語アラビア語（正則アラビア語、現代標準アラビア語、フスハー）にて書かれた。
音楽はエジプト人作曲家マフムード・アッ＝シャリーフ（محمود الشريف, 文語アラビア語発音に依拠した転写：Maḥmūd al-Sharīf、口語発音：マフムード・エッ＝シェリーフ、英字表記：Mahmoud El-Sherifなど、1912-1990年）によって作曲された。
作曲者の回顧によると、エジプト空襲に怯える我が子らを胸に抱きながら「アッラーは最も偉大であり侵略者の陰謀など超越されるお方」（الله أكبر فوق كيد المعتدي, 実際の文語アラビア語発音：ʾallāhu ʾakbar fawqa kaydi-l-muʿtadī, アッラーフ・アクバル・ファウカ・カイディ・ル＝ムウタディー）と叫び恐怖と闘った経験から生まれた。
空襲中にずっと口にしていた言葉を元に楽曲を作りたいと思い立ち、イスラーム詩で知られた詩人に詩として完成するよう依頼し出来上がったのがこの軍歌の歌詞だったという。
本曲はエジプトの国営ラジオでたびたび放送され、第二次中東戦争における戦意発揚に貢献したとされている。その後は、エジプトだけでなく同じアラブ民族主義を掲げるイラクやシリアでも軍歌として採用された。

### リビアでの使用
1969年9月1日、リビアの指導者ムアンマル・アル＝カッザーフィー(カダフィ)によって、リビア・アラブ共和国の国歌として採択され、アラブ世界を統一するという彼の希望を示した。
「アッラーフは偉大なり」は、1951年の独立以来、リビア王国によって使用されていた国歌「リビア、リビア、リビア」に代わるものであった。
1977年3月2日にリビア・アラブ共和国が大リビア・アラブ社会主義人民ジャマーヒリーヤ国に移行したとき、「アッラーフは偉大なり」はリビアの国歌のままだった。しかし、1979年にエジプトとイスラエルとの間で平和条約を締結したことにより、リビアとエジプトが外交関係を断絶し、国歌がエジプト生まれである件についてはもはや公式政府筋によって言及されることは無かった。
2011年リビア内戦により、2011年にカダフィ政権が崩壊し、カダフィの死後、「リビア、リビア、リビア」が国民評議会によってリビアの新しい国歌として再び採用された。しかしながら、ムアンマル・アル＝カッザーフィー(カダフィ)の支持者たちは旧国歌を使い続けるなどしている。

## 歌詞

### アラビア語歌詞

#### 1番
اَللهُ أَكْبَرْ اَللهُ أَكْبَرْ
اَللهُ أَكْبَرُ فَوْقَ كَيْدِ الْمُعْتَدِي
وَاللهُ لِلْمَظْلُومِ خَيْرُ مُؤَيِّدِ
اَللهُ أَكْبَرُ فَوْقَ كَيْدِ الْمُعْتَدِي
وَاللهُ لِلْمَظْلُومِ خَيْرُ مُؤَيِّدِ
أَنَا بِالْيَقِين وَبِالسِّلَاحِ سَأَفْتَدِي
بَلَدِي وَنُورُ الْحَقِّ يَسْطَعُ فِي يَدِي
قُولُوا مَعِي قُولُوا مَعِي
اَللهْ اَللهْ اَللهُ أَكْبَرْ
اَللهُ فَوْقَ الْمُعْتَدِي

#### 2番
اَللهُ أَكْبَرْ اَللهُ أَكْبَرْ
يَا هٰذِهِ الدُّنيا أَطِّلِي وَٱسْمَعِي
جَيْشُ الْأَعَادِي جَاءَ يَبْغِي مَصْرَعِي
يَا هٰذِهِ الدُّنيا أَطِلِّي وَٱسْمَعِي
جَيْشُ الْأَعَادِي جَاءَ يَبْغِي مَصْرَعِي
بِالْحَقِّ سَوْفَ أَرُدُّهُ وَبِمِدْفَعِي
فَإِذَا فَنَيْتُ فَسَوْفَ أُفْنِيهِ مَعِي
قُولُوا مَعِي قُولُوا مَعِي
اَللهْ اَللهْ اَللهُ أَكْبَرْ
اَللهُ فَوْقَ الْمُعْتَدِي

#### 3番
اَللهُ أَكْبَرْ اَللهُ أَكْبَرْ
قُولُوا مَعِي اَلْوَيْلُ لِلْمُسْتَعْمِرِ
وَاللهُ فَوْقَ الْغَادِرِ الْمُتَكَبِّرِ
قُولُوا مَعِي اَلْوَيْلُ لِلْمُسْتَعْمِرِ
وَاللهُ فَوْقَ الْغَادِرِ الْمُتَكَبِّرِ
اَللهُ أَكْبَرْ يَا بِلَادِى كَبِّرِي
وَخُذِي بِنَاصِيَةِ الْمُغِيرِ وَدَمِّرِي
قُولُوا مَعِي قُولُوا مَعِي
اَللهْ اَللهْ اَللهُ أَكْبَرْ
اَللهُ فَوْقَ الْمُعْتَدِي

### アラビア語での実際の発音
ネットで紹介されているラテン文字転写に誤記が多く実際の発音と合わない部分が複数見られたため書き起こしを行った。学術的なラテン文字転写に近づけてあるが、アラブ詩の規則などに依拠しているため散文とは異なる語形・発音になっている箇所が複数存在する。
なおayは二重母音部分ai、awは二重母音auとして発音される部分となっている。

#### 1番
ʾallāhu ʾakbar ʾallāhu ʾakbar
ʾallāhu ʾakbar fawqa kaydi-l-muʿtadī
ʾallāhu li-l-maẓlūmi khayru muʾayyidi
ʾallāhu ʾakbar fawqa kaydi-l-muʿtadī
ʾallāhu li-l-maẓlūmi khayru muʾayyidi
ʾana bi-l-yaqīni wa-bi-s-silāḥi sa-ʾaftadī
baladī wa-nūru-l-ḥaqqi yasṭaʿu fī yadī
qūlū maʿī qūlū maʿī
ʾallāh ʾallāh ʾallāhu ʾakbar
ʾallāhu fawqa-l-muʿtadī

#### 2番
ʾallāhu ʾakbar ʾallāhu ʾakbar
yā hādhihi-d-dunyā ʾaṭillī wa-smaʿī
jayshu-l-ʾaʿādī jāʾa yabghī maṣraʿī
yā hādhihi-d-dunyā ʾaṭillī wa-smaʿī
jayshu-l-ʾaʿādī jāʾa yabghī maṣraʿī
bi-l-ḥaqqi sawfa ʾarudduhu wa-bi-midfaʿī
wa-ʾidhā fanaytu fa-sawfa ʾufnīhi maʿī
qūlū maʿī qūlū maʿī
ʾallāh ʾallāh ʾallāhu ʾakbar
ʾallāhu fawqa-l-muʿtadī

#### 3番
ʾallāhu ʾakbar ʾallāhu ʾakbar
qūlū maʿī ʾal-waylu li-l-mustaʿmiri
wa-llāhu fawqa-l-ghādiri-l-mutakabbiri
qūlū maʿī ʾal-waylu li-l-mustaʿmiri
wa-llāhu fawqa-l-ghādiri-l-mutakabbiri
ʾallāhu ʾakbar yā bilādī kabbirī
wa-khudhī bi-nāṣiyati-l-mughīri wa-dammirī
qūlū maʿī qūlū maʿī
ʾallāh ʾallāh ʾallāhu ʾakbar
ʾallāhu fawqa-l-muʿtadī

### アラビア語歌詞カタカナ表記

#### 1番
アッラーフ・アクバル　アッラーフ・アクバル
アッラーフ・アクバル・ファウカ・カイディ・ル＝ムウタディー
アッラーフ・リ・ル＝マズルーミ・ハイル・ムアイイディ
アッラーフ・アクバル・ファウカ・カイディ・ル＝ムウタディー
アッラーフ・リ・ル＝マズルーミ・ハイル・ムアイイディ
アナ・ビ・ル＝ヤキーニ・ワ・ビ・ッ＝スィラーヒ・サアフタディー
バラディー　ワ・ヌール・ル＝ハッキ・ヤスタウ・フィー・ヤディー
クールー・マイー　クールー・マイー
アッラー・アッラー・アッラーフ・アクバル
アッラーフ・ファウカ・ル＝ムウタディー

#### 2番
アッラーフ・アクバル　アッラーフ・アクバル
ヤー・ハーズィヒ・ッ＝ドゥンヤー・アティッリー・ワ・スマイー
ジャイシュ・ル＝アアーディー・ジャーア・ヤブギー・マスライー
ヤー・ハーズィヒ・ッ＝ドゥンヤー・アティッリー・ワ・スマイー
ジャイシュ・ル＝アアーディー・ジャーア・ヤブギー・マスライー
ビ・ル＝ハッキ・サウファ・アルッドゥフ・ワ・ビ・ミドファイー
ワ・イザー・ファナイトゥ・ファ・サウファ・ウフニーヒ・マイー
クールー・マイー　クールー・マイー
アッラー・アッラー・アッラーフ・アクバル
アッラーフ・ファウカ・ル＝ムウタディー

#### 3番
アッラーフ・アクバル　アッラーフ・アクバル
クールー・マイー・アル＝ワイル・リ・ル＝ムスタアミリ
ワ・ッラーフ・ファウカ・ル＝ガーディリ・ル＝ムタカッビリ
クールー・マイー・アル＝ワイル・リ・ル＝ムスタアミリ
ワ・ッラーフ・ファウカ・ル＝ガーディリ・ル＝ムタカッビリ
アッラーフ・アクバル・ヤー・ビラーディー・カッビリー
ワ・フズィー・ビ・ナースィヤティ・ル＝ムギーリ・ワ・ダンミリー
クールー・マイー　クールー・マイー
アッラー・アッラー・アッラーフ・アクバル
アッラーフ・ファウカ・ル＝ムウタディー

### 歌詞の意味
英訳サイトや動画の英語字幕が原語であるアラビア語と一致しない部分があるため、アラビア語からの直訳に切り替えた。

#### 1番
アッラーフは最も偉大なり、アッラーフは最も偉大なり
アッラーフは最も偉大であり侵略者の陰謀など超越されるお方
アッラーフは抑圧されたる者にとって最良の支援者なり
アッラーフは最も偉大であり侵略者の陰謀など超越されるお方
アッラーフは抑圧されたる者にとって最良の支援者なり
我は確信と武器を捧げよう
我が国のために　　真理の光が我が手の中で輝く
我と共に言うのだ、我と共に言うのだ
アッラー、アッラー、アッラーフは偉大なり
アッラーフは侵略者など超越されるお方

#### 2番
アッラーフは最も偉大なり、アッラーフは最も偉大なり
おお世界よ、見よ、そして聞くのだ
敵の軍隊は来た、我が死を欲して
おお世界よ、見よ、そして聞くのだ
敵の軍隊は来た、我が死を欲して
真理をもって我はそれを撃退しよう、そして我が砲をもって
もし我が死ぬことになるのならば、我はそれを共連れにして滅ぼすだろう
我と共に言うのだ、我と共に言うのだ
アッラー、アッラー、アッラーフは偉大なり
アッラーフは侵略者など超越されるお方

##### 3番
アッラーフは最も偉大なり、アッラーフは最も偉大なり
我と共に言うのだ、植民地主義者に災いあれと
アッラーフは不実で傲慢な者など超越されるお方
我と共に言うのだ、植民地主義者に災いあれと
アッラーフは不実で傲慢な者など超越されるお方
アッラーフは偉大なり、我が国よ、さあ言うのだアッラーフは偉大なりと
そして襲撃者の前髪を掴み取り（制圧し）壊滅せよ
我と共に言うのだ、我と共に言うのだ
アッラー、アッラー、アッラーフは偉大なり
アッラーフは侵略者など超越されるお方